# Atlante (columna)

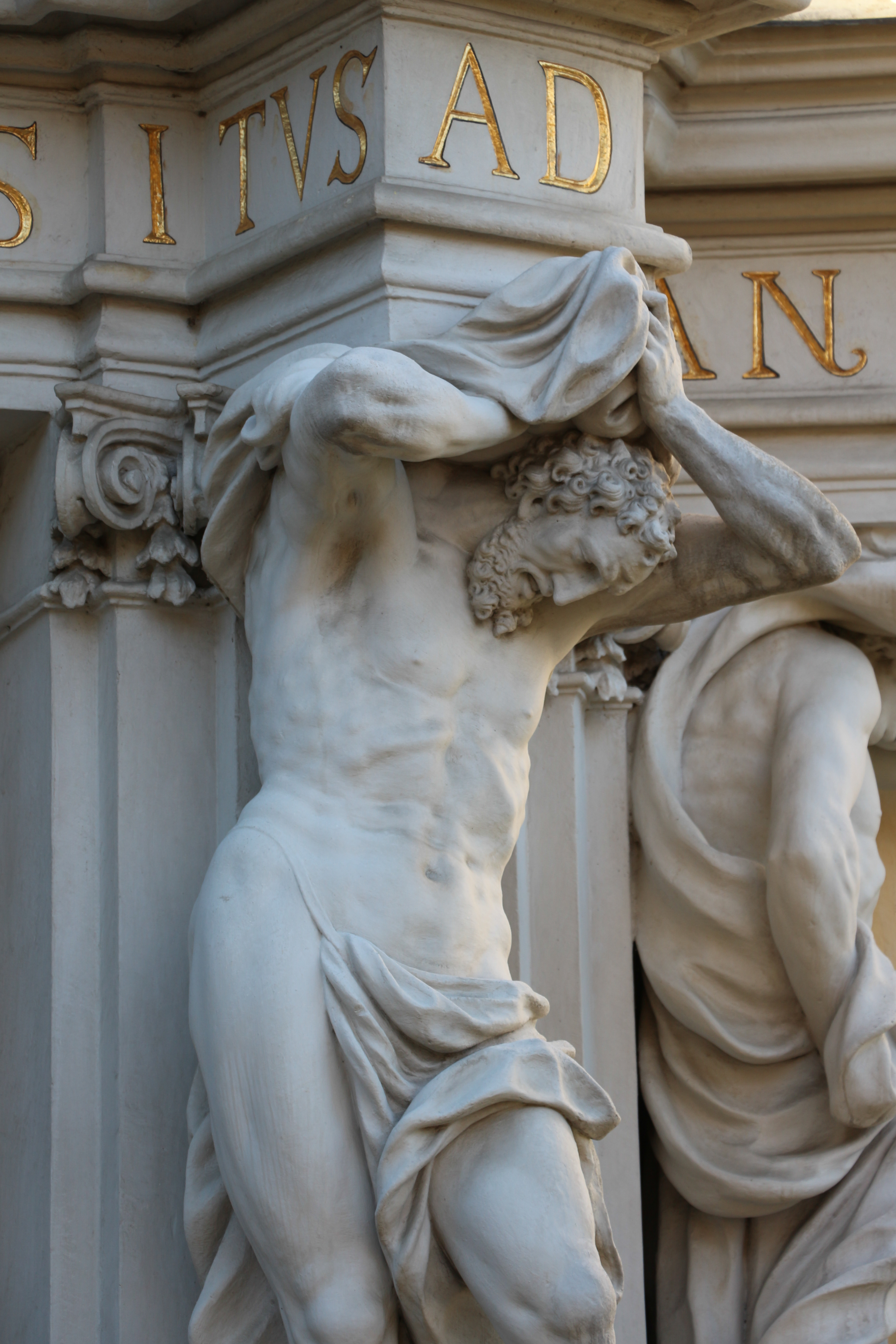
Atlante en la Abadía de St.Florian (Austria)

Se llamaban atlantes las figuras de hombres que suelen ponerse para sostener cornisas, etc., y que los latinos llamaban telamones. El equivalente femenino son las cariátides.
El origen de estas columnas parece ser alusivo, según Vitruvio, al mito de Atlante a quien se suele representar sosteniendo el cielo, por haber sido el primero que instruyó a los hombres en el curso de los astros; por cuyo beneficio los pintores y estatuarios le adoptaron en sus obras o más bien porque como artífice de la primera esfera celeste, le suponían que sostenía el cielo con la espalda.

## Galería

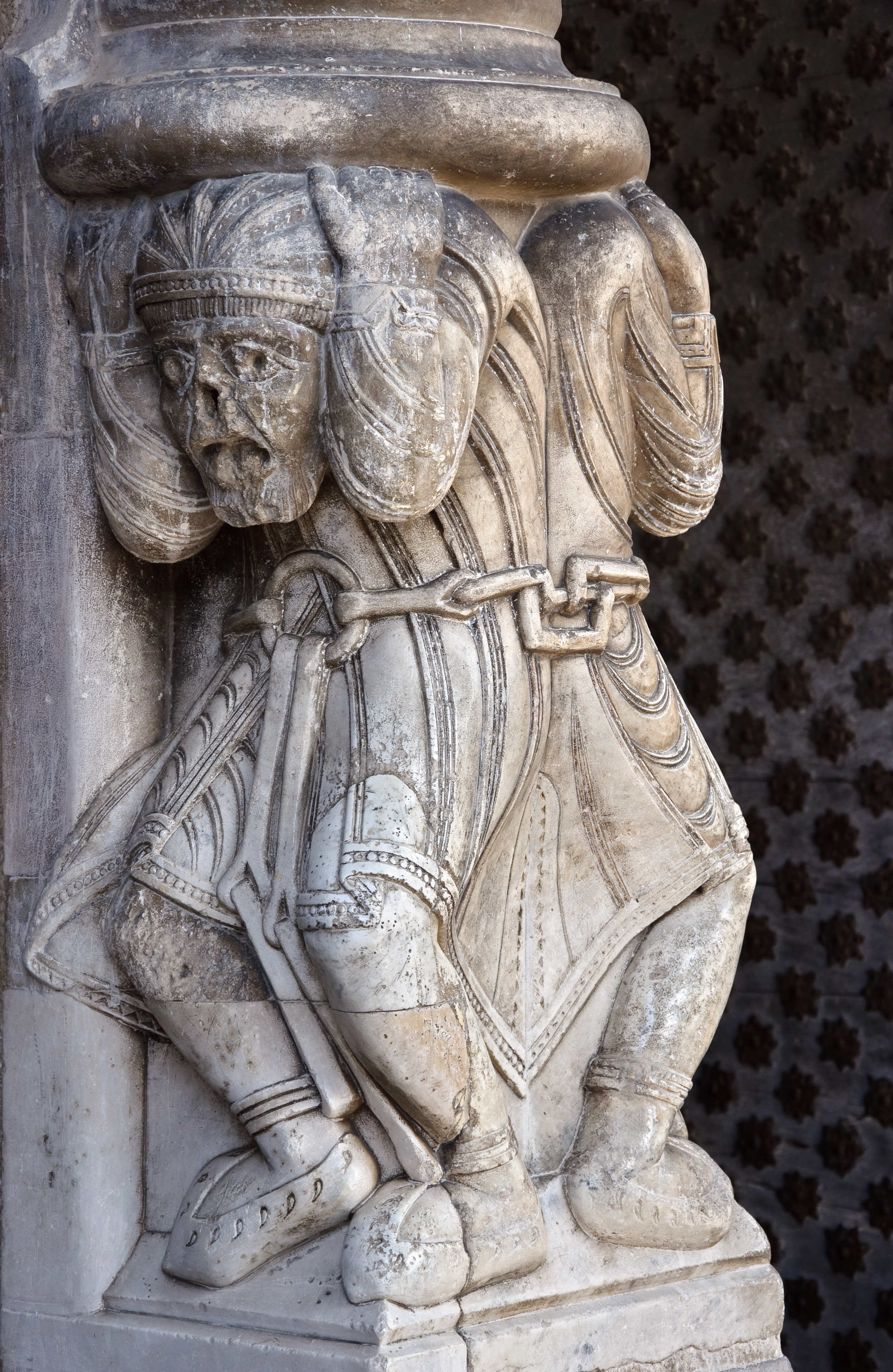
Atlantes encadenados, Catedral de Santa María de Olorón, Francia
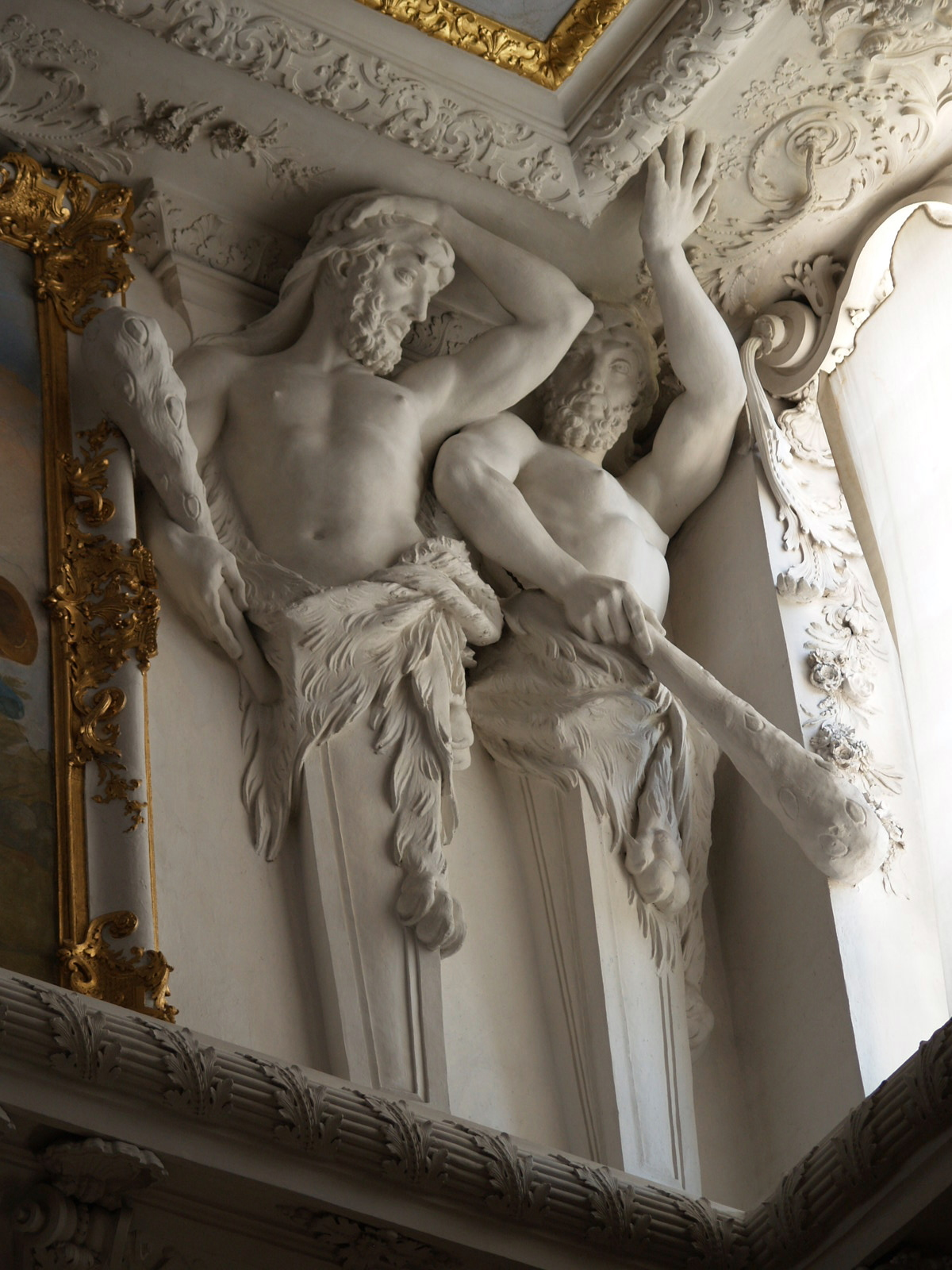
Atlantes como decoración en el Palacio de Schleissheim
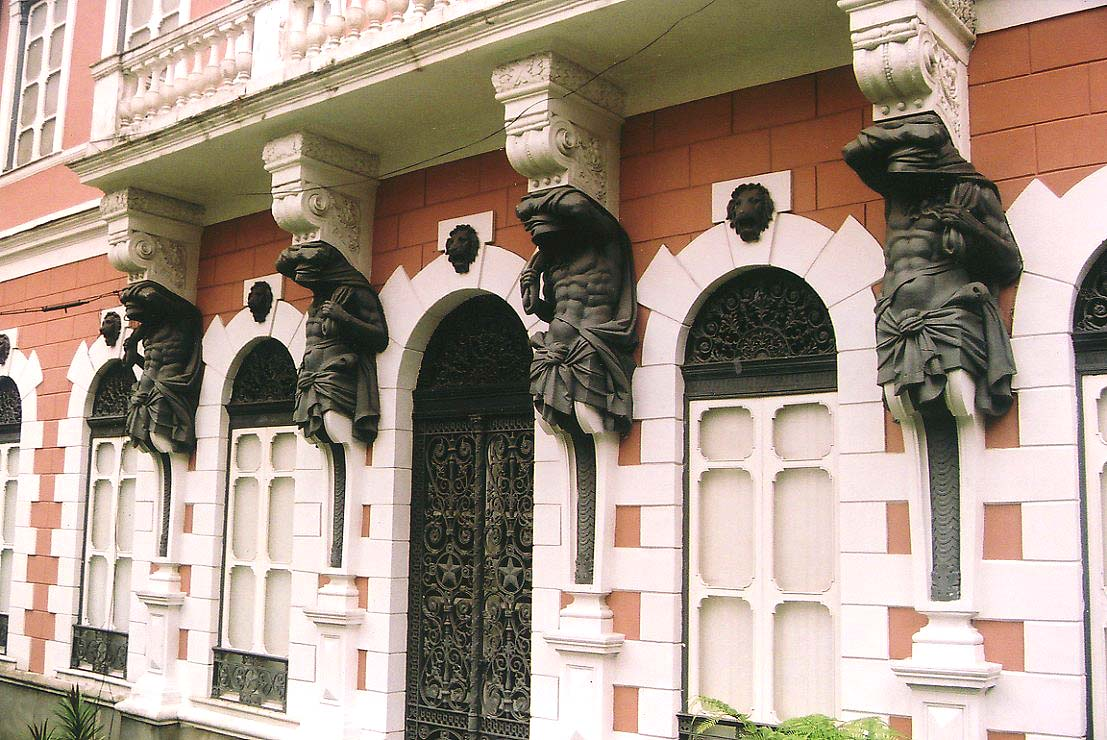
Atlantes en un edificio público de Petrópolis, Brasil
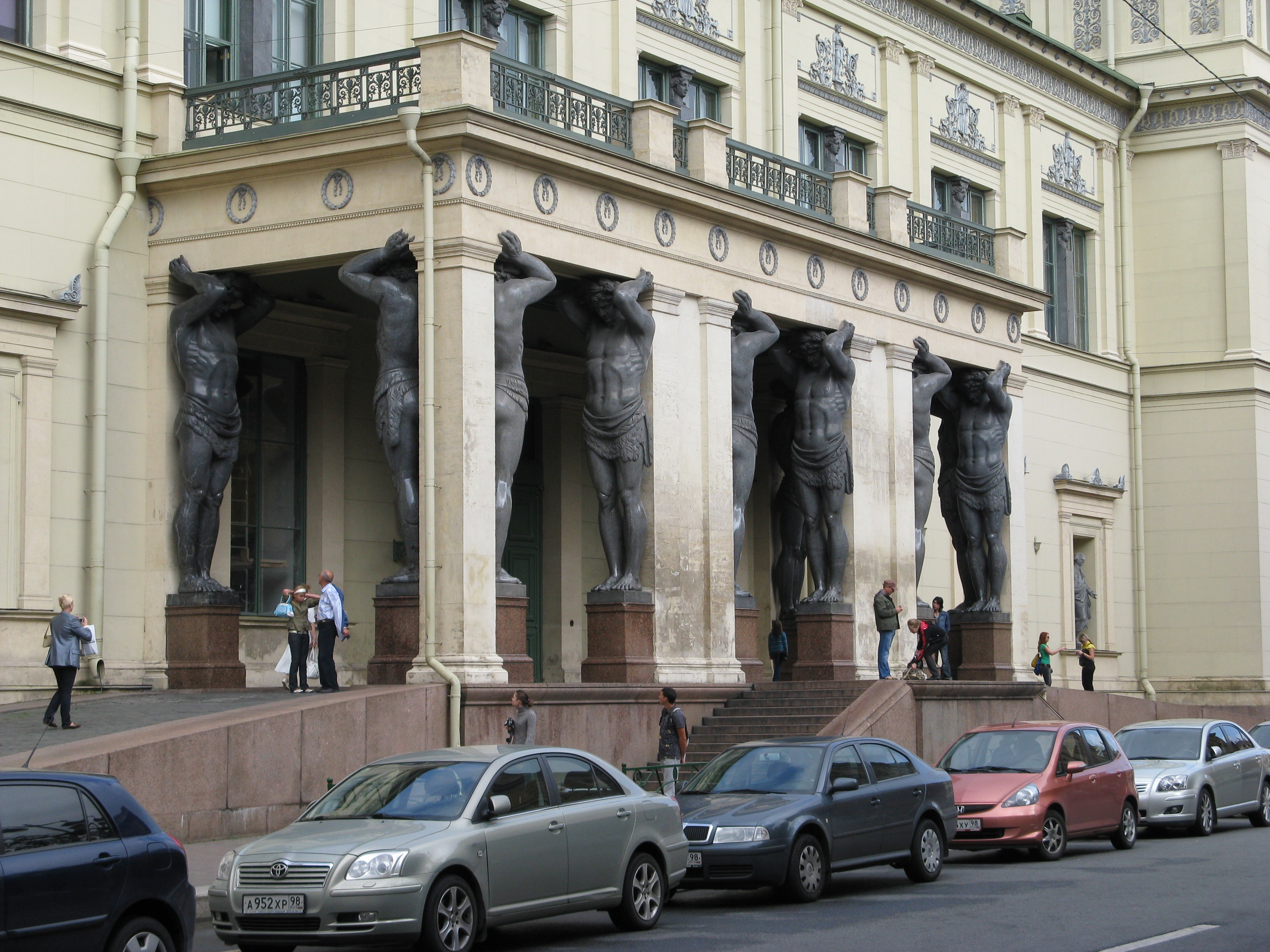
Atlantes del Nuevo Hermitage en San Petersburgo
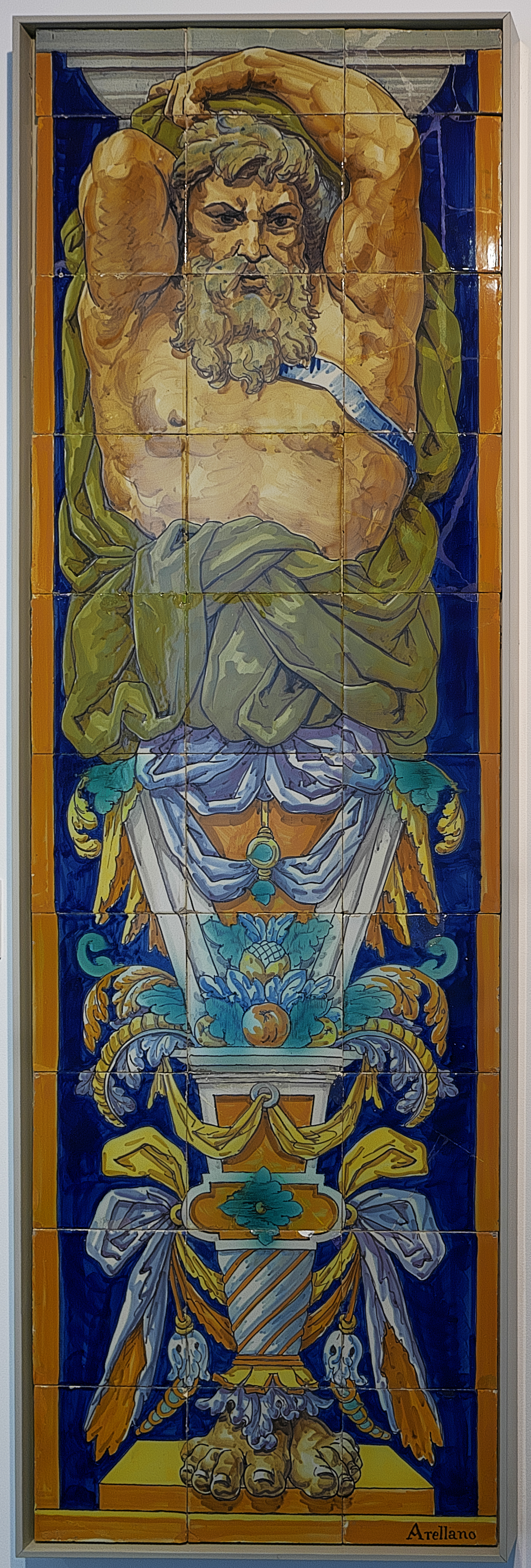
Colección municipal del Ayuntamiento de Sevilla